# Région de Darwin

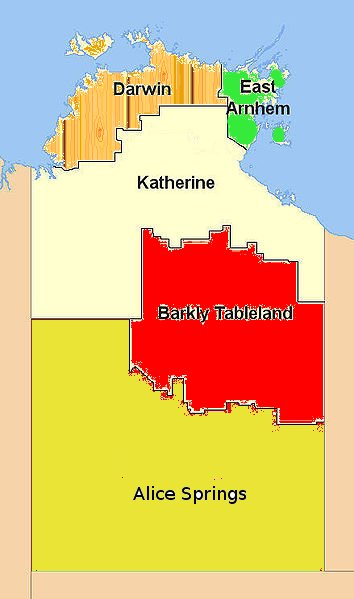
Carte du Territoire du Nord représentant la région de Darwin en orange.

La région de Darwin est l'une des cinq régions du Territoire du Nord, en Australie. Elle en occupe le nord-ouest et a pour ville principale la ville éponyme de Darwin. Elle est baignée, au nord, par le golfe Joseph Bonaparte, la mer de Timor et le golfe de Van Diemen, notamment.